# Делесаль, Мишель
Миге́ль (Мише́ль) Делеса́ль (фр. Miguel (Michel) Delesalle, 22 декабря 1907, Буэнос-Айрес, Аргентина — 7 апреля 1980, Париж, Франция) — французский хоккеист, центральный нападающий. Участник зимних Олимпийских игр 1936 года.

## Биография
Мигель Делесаль родился 22 декабря 1907 года в Буэнос-Айресе. Впоследствии перебрался во Францию.
Играл в хоккей с шайбой за парижские «Д’Ивер» (1925—1930), «Париж Сити», «Стад Франсез» (1931—1933, 1934—1935), «Рапид» (1933—1934) и «Франсез Воланс». В 1926 году на правах аренды провёл один матч за испанский «Мадрид» на международном турнире «Кубок Дойена», проходившем в Шамони.
В 1932 году участвовал в чемпионате Европы, забросил 1 шайбу. В 1935 году выступал на чемпионате мира, забросил 2 шайбы.
В 1936 году вошёл в состав сборной Франции по хоккею с шайбой на зимних Олимпийских играх в Гармиш-Партенкирхене. Играл на позиции нападающего, провёл 3 матча, забросил 1 шайбу в ворота сборной Бельгии.
Завершил игровую карьеру в 1937 году.
Умер 7 апреля 1980 года в Париже.